# Atletiek op de Olympische Zomerspelen 2012 – tienkamp mannen
De tienkamp voor mannen op de Olympische Zomerspelen 2012 in Londen vond plaats op 8 en 9 augustus 2012. Regerend olympisch kampioen was Bryan Clay uit de Verenigde Staten. De regerend olympisch kampioen deed niet mee omdat hij niet gekwalificeerd was voor de Olympische Zomerspelen 2012. Hierdoor ging de gouden medaille eveneens naar een Amerikaan, Ashton Eaton. De tweede en derde plaats ging respectievelijk naar de andere Amerikaan Trey Hardee en de Cubaan Leonel Suárez.

## Records
Voorafgaand aan het toernooi waren dit het wereldrecord en het olympisch record.
| Wereldrecord     | Ashton Eaton | 9038 | Eugene | 23 juni 2012     |
| Olympisch record | Roman Šebrle | 8893 | Athene | 24 augustus 2004 |

## Programma
UTC+1
| Data                      | Tijd                          | Ronde                                                                     |
| ------------------------- | ----------------------------- | ------------------------------------------------------------------------- |
| Woensdag 8 augustus 2012  | 10:10 11:10 12:50 18:00 21:30 | 100 meter Verspringen Kogelstoten Hoogspringen 400 meter                  |
| Donderdag 9 augustus 2012 | 09:00 09:55 12:55 18:30 21:20 | 110 meter horden Discuswerpen Polsstokhoogspringen Speerwerpen 1500 meter |

## Uitslagen

### Algemene uitslag
| Rang   | Naam                   | Land |             | Onderdeel scores | Onderdeel scores | Onderdeel scores | Onderdeel scores | Onderdeel scores | Onderdeel scores | Onderdeel scores | Onderdeel scores | Onderdeel scores | Onderdeel scores |  | Totaal |
| Rang   | Naam                   | Land | 100 m       | LJ               | SP               | HJ               | 400 m            | 110 m H          | DT               | PV               | JT               | 1500 m           |                  |  | Totaal |
| ------ | ---------------------- | ---- | ----------- | ---------------- | ---------------- | ---------------- | ---------------- | ---------------- | ---------------- | ---------------- | ---------------- | ---------------- | ---------------- |  | ------ |
| Goud   | Ashton Eaton           | USA  |             | 1011 10,35 s     | 1068 8,03 m      | 769 14,66 m      | 850 2,05 m       | 963 46,90 s      | 1032 13,56 s     | 716 42,53 m      | 972 5,20 m       | 767 61,96 m      | 721 4.33,59 min  |  | 8869   |
| Zilver | Trey Hardee            | USA  | 994 10,42 s | 942 7,53 m       | 807 15,28 m      | 794 1,99 m       | 904 48,11 s      | 1035 13,54 s     | 834 48,26 m      | 849 4,80 m       | 838 66,65 m      | 674 4.40,94 min  | 8671             |  |        |
| Brons  | Leonel Suárez          | CUB  | 801 11,27 s | 940 7,52 m       | 759 14,50 m      | 906 2,11 m       | 859 49,04 s      | 917 14,45 s      | 782 45,75 m      | 819 4,70 m       | 996 76,94 m      | 744 4.30,08 min  | 8523             |  |        |
| 4      | Hans Van Alphen        | BEL  | 850 11,05 s | 970 7,64 m       | 819 15,48 m      | 850 2,05 m       | 853 49,18 s      | 863 14,89 s      | 835 48,28 m      | 849 4,80 m       | 763 61,69 m      | 795 4.22,50 min  | 8447             |  |        |
| 5      | Damian Warner          | CAN  | 980 10,48 s | 945 7,54 m       | 712 13,73 m      | 850 2,05 m       | 899 48,20 s      | 926 14,38 s      | 785 45,90 m      | 819 4,70 m       | 780 62,77 m      | 746 4.29,85 min  | 8442             |  |        |
| 6      | Rico Freimuth          | GER  | 940 10,65 s | 864 7,21 m       | 782 14,87 m      | 714 1,90 m       | 906 48,06 s      | 989 13,89 s      | 852 49,11 m      | 880 4,90 m       | 698 57,37 m      | 695 4.37,62 min  | 8320             |  |        |
| 7      | Oleksiy Kasyanov       | UKR  | 961 10,56 s | 947 7,55 m       | 756 14,45 m      | 794 1,99 m       | 888 48,44 s      | 963 14,09 s      | 802 46,72 m      | 790 4,60 m       | 661 54,87 m      | 721 4.33,68 min  | 8283             |  |        |
| 8      | Sergey Sviridov        | RUS  | 910 10,78 s | 922 7,45 m       | 754 14,42 m      | 794 1,99 m       | 866 48,91 s      | 799 15,42 s      | 817 47,43 m      | 790 4,60 m       | 865 68,42 m      | 702 4.36,63 min  | 8219             |  |        |
| 9      | Willem Coertzen        | RSA  | 841 11,09 s | 854 7,17 m       | 715 13,79 m      | 850 2,05 m       | 882 48,56 s      | 955 14,15 s      | 738 43,58 m      | 760 4,50 m       | 810 64,79 m      | 768 4.26,52 min  | 8173             |  |        |
| 10     | Pascal Behrenbruch     | GER  | 847 11,06 s | 850 7,15 m       | 831 15,67 m      | 767 1,96 m       | 813 50,04 s      | 932 14,33 s      | 761 44,71 m      | 819 4,70 m       | 810 64,80 m      | 696 4.37,46 min  | 8126             |  |        |
| 11     | Eelco Sintnicolaas     | NED  | 894 10,85 s | 903 7,37 m       | 739 14,18 m      | 740 1,93 m       | 868 48,85 s      | 920 14,43 s      | 509 32,26 m      | 1004 5,30 m      | 720 58,82 m      | 737 4.31,17 min  | 8034             |  |        |
| 12     | Brent Newdick          | NZL  | 838 11,10 s | 900 7,36 m       | 795 15,09 m      | 767 1,96 m       | 804 50,22 s      | 847 15,02 s      | 791 46,15 m      | 819 4,70 m       | 735 59,82 m      | 692 4.38,20 min  | 7988             |  |        |
| 13     | Gonzalo Barroilhet     | CHI  | 821 11,18 s | 767 6,80 m       | 758 14,49 m      | 850 2,05 m       | 766 51,07 s      | 959 14,12 s      | 690 41,27 m      | 1035 5,40 m      | 697 57,25 m      | 629 4.48,23 min  | 7972             |  |        |
| 14     | Yordani García         | CUB  | 906 10,80 s | 755 6,75 m       | 758 14,48 m      | 794 1,99 m       | 873 48,76 s      | 944 14,24 s      | 711 42,27 m      | 790 4,60 m       | 736 59,85 m      | 689 4.38,57 min  | 7956             |  |        |
| 15     | Kévin Mayer            | FRA  | 791 11,32 s | 854 7,17 m       | 731 14,05 m      | 850 2,05 m       | 873 48,76 s      | 780 15,59 s      | 689 41,20 m      | 819 4,70 m       | 774 62,41 m      | 791 4.23,02 min  | 7952             |  |        |
| 16     | Ilya Shkurenyov        | RUS  | 858 11,01 s | 874 7,25 m       | 661 12,89 m      | 822 2,02 m       | 823 49,81 s      | 925 14,39 s      | 736 43,51 m      | 941 5,10 m       | 645 53,81 m      | 663 4.42,80 min  | 7948             |  |        |
| 17     | Eduard Mikhan          | BLR  | 919 10,74 s | 799 6,94 m       | 774 14,75 m      | 740 1,93 m       | 889 48,42 s      | 955 14,15 s      | 755 44,42 m      | 731 4,40 m       | 673 55,69 m      | 693 4.38,06 min  | 7928             |  |        |
| 18     | Dmitri Karpov          | KAZ  | 881 10,91 s | 864 7,21 m       | 880 16,47 m      | 794 1,99 m       | 822 49,83 s      | 924 14,40 s      | 765 44,93 m      | 941 5,10 m       | 588 49,93 m      | 467 5.16,83 min  | 7926             |  |        |
| 19     | Luiz Alberto de Araújo | BRA  | 929 10,70 s | 852 7,16 m       | 699 13,52 m      | 740 1,93 m       | 897 48,25 s      | 875 14,79 s      | 762 44,76 m      | 790 4,60 m       | 612 51,59 m      | 693 4.38,04 min  | 7849             |  |        |
| 20     | Keisuke Ushiro         | JPN  | 791 11,32 s | 781 6,86 m       | 703 13,59 m      | 794 1,99 m       | 779 50,78 s      | 794 15,47 s      | 801 46,66 m      | 880 4,90 m       | 834 66,38 m      | 685 4.39,33 min  | 7842             |  |        |
| 21     | Ingmar Vos             | NED  | 865 10,98 s | 878 7,27 m       | 714 13,77 m      | 767 1,96 m       | 832 49,62 s      | 897 14,61 s      | 711 42,26 m      | 760 4,50 m       | 762 61,60 m      | 619 4.50,01 min  | 7805             |  |        |
| 22     | Edgars Erinš           | LAT  | 863 10,99 s | 809 6,98 m       | 695 13,45 m      | 740 1,93 m       | 786 50,62 s      | 823 15,22 s      | 769 45,10 m      | 760 4,50 m       | 698 57,35 m      | 706 4.35,88 min  | 7649             |  |        |
| 23     | Jangy Addy             | LBR  | 885 10,89 s | 790 6,90 m       | 788 14,97 m      | 740 1,93 m       | 878 48,64 s      | 945 14,23 s      | 779 45,61 m      | 673 4,20 m       | 594 50,36 m      | 514 5.08,14 min  | 7586             |  |        |
| 24     | Attila Szabo           | HUN  | 827 11,15 s | 804 6,96 m       | 724 13,93 m      | 714 1,90 m       | 777 50,83 s      | 859 14,92 s      | 770 45,14 m      | 790 4,60 m       | 720 58,84 m      | 596 4.53,81 min  | 7581             |  |        |
| 25     | Darius Draudvila       | LTU  | 872 10,95 s | 842 7,12 m       | 800 15,17 m      | 767 1,96 m       | 809 50,13 s      | 865 14,87 s      | 796 46,43 m      | 673 4,20 m       | 591 50,16 m      | 542 5.03,14 min  | 7557             |  |        |
| 26     | Rifat Artikov          | UZB  | 780 11,37 s | 677 6,41 m       | 735 14,11 m      | 740 1,93 m       | 729 51,91 s      | 881 14,74 s      | 737 43,53 m      | 731 4,40 m       | 687 56,62 m      | 506 5.09,52 min  | 7203             |  |        |
|        | Jan Felix Knobel       | GER  | 769 11,42 s | 826 7,05 m       | 808 15,29 m      | 850 2,05 m       | 821 49,87 s      | 846 15,03 s      | 790 46,10 m      | 731 4,40 m       | DNS              | DNS              | DNF              |  |        |
|        | Kurt Felix             | GRN  | 834 11,12 s | 967 7,63 m       | 684 13,28 m      | 850 2,05 m       | 807 50,17 s      | DNS              | DNS              | DNS              | DNS              | DNS              | DNF              |  |        |
|        | Mihail Dudaš           | SRB  | 883 10,90 s | 942 7,53 m       | 714 13,76 m      | 767 1,96 m       | DNS              | DNS              | DNS              | DNS              | DNS              | DNS              | DNF              |  |        |
|        | Daniel Awde            | GBR  | 926 10,71 s | 774 6,83 m       | DNS              | DNS              | DNS              | DNS              | DNS              | DNS              | DNS              | DNS              | DNF              |  |        |
|        | Roman Šebrle           | CZE  | 744 11,54 s | DNS              | DNS              | DNS              | DNS              | DNS              | DNS              | DNS              | DNS              | DNS              | DNF              |  |        |

### Afkortingen
De volgende afkortingen worden gebruikt:
- DNS (Engels: Did Not Start) niet gestart
- DSQ (Engels: Disqualified) gediskwalificeerd
- NM (Engels: No Mark) geen geldig resultaat
- PB (Engels: Personal Best) persoonlijke besttijd
- SB (Engels: Seasonal Best) beste seizoensprestatie
- OB (Engels: Olympic Best) olympisch record
- NR (Engels: National Record) nationaal record

## 100m

### Serie 1
| Plaats | Naam               | Land | Tijd           | Opm | Punten |
| ------ | ------------------ | ---- | -------------- | --- | ------ |
| 1      | Dmitri Karpov      | KAZ  | 10,91          | SB  | 881    |
| 2      | Ilya Shkurenev     | RUS  | 11,01          |     | 858    |
| 3      | Brent Newdick      | NZL  | 11,10          |     | 838    |
| 4      | Kurt Felix         | GRN  | 11,12          |     | 834    |
| 5      | Attila Szabo       | HUN  | 11,15          |     | 827    |
| 6      | Gonzalo Barroilhet | CHI  | 11,18          |     | 821    |
| 7      | Kévin Mayer        | FRA  | 11,32          |     | 791    |
| 8      | Jan Felix Knobel   | GER  | 11,42          |     | 769    |
|        |                    |      | Wind: -0.2 m/s |     |        |

### Serie 2
| Plaats | Naam            | Land | Tijd           | Opm | Punten |
| ------ | --------------- | ---- | -------------- | --- | ------ |
| 1      | Jangy Addy      | MAS  | 10,89          |     | 885    |
| 2      | Edgars Erins    | LAT  | 10,99          |     | 863    |
| 3      | Willem Coertzen | RSA  | 11,09          | SB  | 841    |
| 4      | Leonel Suárez   | URU  | 11,27          | SB  | 801    |
| 5      | Keisuke Ushiro  | HUN  | 11,32          |     | 791    |
| 6      | Rifat Artikov   | UZB  | 11,37          | SB  | 780    |
| 7      | Roman Šebrle    | CZE  | 11,54          |     | 744    |
|        |                 |      | Wind: +0,7 m/s |     |        |

### Serie 3
| Plaats | Naam                   | Land | Tijd           | Opm | Punten |
| ------ | ---------------------- | ---- | -------------- | --- | ------ |
| 1      | Ashton Eaton           | USA  | 10,35          | OB  | 1011   |
| 2      | Trey Hardee            | USA  | 10,42          | SB  | 994    |
| 3      | Damian Warner          | CAN  | 10,48          | SB  | 980    |
| 4      | Oleksiy Kasyanov       | UKR  | 10,56          | SB  | 961    |
| 5      | Rico Freimuth          | GER  | 10,65          |     | 940    |
| 6      | Luiz Alberto de Araujo | BRA  | 10,70          | SB  | 929    |
| 7      | Eduard Mikhan          | BLR  | 10,74          |     | 919    |
| 8      | Eelco Sintnicolaas     | NED  | 10,85          |     | 894    |
|        |                        |      | Wind: +0,4 m/s |     |        |

### Serie 4
| Plaats | Naam               | Land | Tijd           | Opm | Punten |
| ------ | ------------------ | ---- | -------------- | --- | ------ |
| 1      | Daniel Awde        | GBR  | 10,71          | PB  | 926    |
| 2      | Sergey Sviridov    | RUS  | 10,78          | PB  | 910    |
| 3      | Yordani Garcia     | CUB  | 10,80          | SB  | 906    |
| 4      | Mihail Dudas       | SRB  | 10,90          |     | 883    |
| 5      | Darius Draudvila   | LTU  | 10,95          | SB  | 872    |
| 6      | Ingmar Vos         | NED  | 10,98          |     | 865    |
| 7      | Hans Van Alphen    | BEL  | 11,05          |     | 850    |
| 8      | Pascal Behrenbruch | GER  | 11,06          |     | 847    |
|        |                    |      | Wind: -0.7 m/s |     |        |

## Verspringen

### Groep A
| Plaats | Naam               | Land | #1   | #2   | #3   | Afstand | Opmerking | Punten |
| ------ | ------------------ | ---- | ---- | ---- | ---- | ------- | --------- | ------ |
| 1      | Ashton Eaton       | USA  | 7,87 | x    | 8,03 | 8,03    |           | 1068   |
| 2      | Hans Van Alphen    | BEL  | 7,47 | 7,61 | 7,64 | 7,64    | PB        | 970    |
| 3      | Kurt Felix         | GRN  | x    | 7,46 | 7,63 | 7,63    |           | 967    |
| 4      | Oleksiy Kasyanov   | UKR  | 7,55 | 7,30 | 7,50 | 7,55    |           | 947    |
| 5      | Trey Hardee        | USA  | 7,44 | 7,42 | 7,53 | 7,53    |           | 942    |
| 6      | Sergey Sviridov    | RUS  | 7,22 | 7,45 | x    | 7,45    |           | 922    |
| 7      | Eelco Sintnicolaas | NED  | x    | 7,37 | 7,37 | 7,37    |           | 903    |
| 8      | Brent Newdick      | NZL  | 7,27 | x    | 7,36 | 7,36    |           | 900    |
| 9      | Ilya Shkurenev     | RUS  | x    | 7,09 | 7,25 | 7,25    |           | 874    |
| 10     | Dmitri Karpov      | KAZ  | 6,80 | 7,21 | 7,19 | 7,21    |           | 864    |
| 11     | Willem Coertzen    | RSA  | 7,17 | 7,16 | 6,98 | 7,17    |           | 854    |
| 12     | Kévin Mayer        | FRA  | x    | x    | 7,17 | 7,17    |           | 854    |
| 13     | Attila Szabo       | HUN  | 6,71 | 6,88 | 6,96 | 6,96    |           | 804    |
| 14     | Keisuke Ushiro     | JPN  | 6,74 | 6,84 | 6,86 | 6,86    |           | 781    |
| 15     | Daniel Awde        | GBR  | x    | x    | 6,83 | 6,83    |           | 774    |
| 99     | Roman Šebrle       | CZE  | DNS  | DNS  | DNS  | DNS     | DNS       | DNS    |

### Groep B
| Plaats | Naam                   | Land | #1   | #2   | #3   | Afstand | Opmerking | Punten |
| ------ | ---------------------- | ---- | ---- | ---- | ---- | ------- | --------- | ------ |
| 1      | Damian Warner          | CAN  | 7,25 | 7,54 | 7,25 | 7,54    | PB        | 945    |
| 2      | Mihail Dudas           | SRB  | 7,30 | 7,16 | 7,53 | 7,53    | SB        | 942    |
| 3      | Leonel Suárez          | CUB  | 7,52 | 7,37 | 7,27 | 7,52    | PB        | 940    |
| 4      | Ingmar Vos             | NED  | 7,04 | 7,17 | 7,27 | 7,27    |           | 878    |
| 5      | Rico Freimuth          | GER  | 7,21 | x    | -    | 7,21    | SB        | 864    |
| 6      | Luiz Alberto de Araujo | BRA  | 7,03 | x    | 7,16 | 7,16    | b         | 852    |
| 7      | Pascal Behrenbruch     | GER  | x    | 7,15 | x    | 7,15    | =SB       | 850    |
| 8      | Darius Draudvila       | LTU  | x    | 7,12 | 7,03 | 7,12    |           | 842    |
| 9      | Jan Felix Knobel       | GER  | 7,02 | 7,05 | x    | 7,05    |           | 826    |
| 10     | Edgars Erins           | LAT  | 6,60 | 6,98 | 6,84 | 6,98    |           | 809    |
| 11     | Eduard Mikhan          | BLR  | 6,93 | 6,94 | 6,66 | 6,94    |           | 799    |
| 12     | Jangy Addy             | MAL  | 6,87 | x    | 6,90 | 6,90    |           | 790    |
| 13     | Gonzalo Barroilhet     | CHI  | 6,80 | x    | 6,76 | 6,80    |           | 767    |
| 14     | Yordani Garcia         | CUB  | 6,48 | 6,75 | 6,64 | 6,75    |           | 755    |
| 15     | Rifat Artikov          | UZB  | x    | 6,25 | 6,41 | 6,41    |           | 677    |

## Kogelstoten

### Groep A
| Plaats | Naam                   | Land | #1    | #2    | #3    | Afstand | Opmerking | Punten |
| ------ | ---------------------- | ---- | ----- | ----- | ----- | ------- | --------- | ------ |
| 1      | Dmitri Karpov          | KAZ  | 16,47 | 16,21 | 16,03 | 16,47   | SB        | 880    |
| 2      | Pascal Behrenbruch     | GER  | 14,34 | 15,47 | 15,67 | 15,67   |           | 831    |
| 3      | Hans Van Alphen        | BEL  | 15,48 | 15,30 | 15,18 | 15,48   | SB        | 819    |
| 4      | Jan Felix Knobel       | GER  | 14,52 | x     | 15,29 | 15,29   |           | 808    |
| 5      | Trey Hardee            | USA  | 14,51 | 14,79 | 15,28 | 15,28   |           | 807    |
| 6      | Darius Draudvila       | LTU  | 14,48 | 15,17 | x     | 15,17   |           | 800    |
| 7      | Brent Newdick          | NZL  | 14,16 | 15,09 | 14,51 | 15,09   | PB        | 795    |
| 8      | Rico Freimuth          | GER  | 14,43 | 14,69 | 14,87 | 14,87   |           | 782    |
| 9      | Eduard Mikhan          | BLR  | 14,75 | 14,42 | 14,40 | 14,75   | PB        | 774    |
| 10     | Ashton Eaton           | USA  | 14,55 | 14,66 | x     | 14,66   |           | 769    |
| 11     | Yordani Garcia         | CUB  | 14,34 | 14,21 | 14,48 | 14,48   |           | 758    |
| 12     | Sergey Sviridov        | RUS  | 13,31 | 13,35 | 14,42 | 14,42   |           | 754    |
| 13     | Rifat Artikov          | UZB  | 13,87 | 14,11 | 14,09 | 14,11   |           | 735    |
| 14     | Attila Szabo           | HUN  | 13,84 | 12,97 | 13,93 | 13,93   |           | 724    |
| 15     | Luiz Alberto de Araujo | BRA  | 11,97 | 13,52 | x     | 13,52   |           | 699    |
| 99     | Roman Šebrle           | CZE  | DNS   | DNS   | DNS   | DNS     | DNS       | DNS    |

### Groep B
| Plaats | Naam               | Land | #1    | #2    | #3    | Afstand | Opmerking | Punten |
| ------ | ------------------ | ---- | ----- | ----- | ----- | ------- | --------- | ------ |
| 1      | Jangy Eddy         | USA  | 14,97 | x     | 14,97 | 14,97   |           | 788    |
| 2      | Leonel Suárez      | CUB  | 13,95 | 14,36 | 14,50 | 14,50   | SB        | 759    |
| 3      | Gonzalo Barroilhet | CHI  | 13,96 | 14,32 | 14,49 | 14,49   | PB        | 758    |
| 4      | Oleksiy Kasyanov   | UKR  | 14,19 | 14,45 | 14,17 | 14,45   |           | 756    |
| 5      | Eelco Sintnicolaas | NED  | 13,58 | 13,98 | 14,18 | 14,18   |           | 739    |
| 6      | Kévin Mayer        | FRA  | 13,27 | 13,53 | 14,05 | 14,05   |           | 731    |
| 7      | Willem Coertzen    | RSA  | 13,57 | 13,63 | 13,79 | 13,79   |           | 715    |
| 8      | Ingmar Vos         | NED  | 13,77 | 13,75 | x     | 13,77   |           | 714    |
| 9      | Mihail Dudas       | SRB  | 13,20 | 13,35 | 13,76 | 13,76   | SB        | 714    |
| 10     | Damian Warner      | CAN  | 13,73 | 13,64 | x     | 13,73   |           | 712    |
| 11     | Keisuke Ushiro     | JPN  | 12,81 | 13,59 | x     | 13,59   |           | 703    |
| 12     | Edgars Erins       | LAT  | 13,13 | 13,38 | 13,45 | 13,45   |           | 695    |
| 13     | Kurt Felix         | GRN  | 12,78 | 13,28 | 12,93 | 13,28   |           | 684    |
| 14     | Ilya Shukurenev    | RUS  | 12,89 | x     | 12,84 | 12,89   |           | 661    |
| 99     | Daniel Awde        | GBR  | DNS   | DNS   | DNS   | DNS     | DNS       | DNS    |

## Hoogspringen

### Groep A
| Plaats | Naam               | Land | 1,81 | 1,84 | 1,87 | 1,90 | 1,93 | 1,96 | 1,99 | 2,02 | 2,05 | 2,08 | 2,11 | 2,14 | Afstand | Opmerking | Punten |
| ------ | ------------------ | ---- | ---- | ---- | ---- | ---- | ---- | ---- | ---- | ---- | ---- | ---- | ---- | ---- | ------- | --------- | ------ |
| 1      | Leonel Suárez      | CUB  | -    | -    | -    | -    | o    | -    | o    | o    | xo   | o    | xxo  | xxx  | 2,11    |           | 906    |
| 2      | Ashton Eaton       | GBR  | -    | -    | -    | -    | o    | o    | o    | o    | o    | xxx  |      |      | 2,05    |           | 850    |
| 3      | Hans Van Alphen    | BEL  | -    | -    | -    | o    | xxo  | o    | o    | xo   | o    | xxx  |      |      | 2,05    |           | 850    |
| 4      | Gonzalo Barroilhet | CHI  | -    | -    | xo   | -    | xo   | o    | xo   | xxo  | o    | xxx  |      |      | 2,05    |           | 850    |
| 5      | Kurt Felix         | GRN  | -    | -    | -    | -    | -    | o    | -    | o    | xo   | xxx  |      |      | 2.05    |           | 850    |
| 5      | Kévin Mayer        | FRA  | -    | -    | -    | o    | -    | o    | o    | o    | xo   | xxx  |      |      | 2,05    |           | 850    |
| 7      | Willem Coertzen    | RSA  | -    | -    | -    | o    | -    | o    | o    | xo   | xo   | xxx  |      |      | 2,05    | =PB       | 850    |
| 8      | Ilya Shukurenev    | RUS  | -    | -    | o    | o    | o    | o    | o    | xo   | xxx  |      |      |      | 2,02    |           | 822    |
| 9      | Yordani Garcia     | CUB  | -    | -    | -    | o    | -    | o    | o    | xxx  |      |      |      |      | 1,99    |           | 794    |
| 10     | Dmitri Karpov      | KAZ  | -    | -    | 0    | 0    | o    | o    | xo   | xxx  |      |      |      |      | 1,99    |           | 794    |
| 10     | Oleksiy Kasyanov   | UKR  | -    | -    | 0    | 0    | o    | o    | xo   | xxx  |      |      |      |      | 1,99    |           | 794    |
| 12     | Keisuki Ushiro     | JPN  | -    | -    | -    | o    | -    | xo   | xo   | xxx  |      |      |      |      | 1,99    |           | 794    |
| 13     | Pascal Behrenbruch | GER  | -    | -    | o    | -    | o    | o    | xxx  |      |      |      |      |      | 1,96    |           | 767    |
| 14     | Ingmar Vos         | NED  | -    | -    | -    | -    | o    | xo   | xxx  |      |      |      |      |      | 1,96    |           | 767    |
| 99     | Roman Šebrle       | CZE  | DNS  | DNS  | DNS  | DNS  | DNS  | DNS  | DNS  | DNS  | DNS  | DNS  | DNS  | DNS  | DNS     | DNS       | DNS    |

### Groep B
| Plaats | Naam                   | Land | 1,81 | 1,84 | 1,87 | 1,90 | 1,93 | 1,96 | 1,99 | 2,02 | 2,05 | 2,08 | 2,11 | 2,14 | Afstand | Opmerking | Punten |
| ------ | ---------------------- | ---- | ---- | ---- | ---- | ---- | ---- | ---- | ---- | ---- | ---- | ---- | ---- | ---- | ------- | --------- | ------ |
| 1      | Damian Warner          | CAN  | -    | -    | o    | o    | o    | o    | xo   | o    | xo   | xxx  |      |      | 2,05    | PB        | 850    |
| 2      | Trey Hardee            | USA  | -    | -    | -    | -    | o    | -    | o    | xxx  |      |      |      |      | 1,99    |           | 794    |
| 3      | Sergey Sviridov        | RUS  | -    | o    | o    | o    | o    | o    | xo   | xxx  |      |      |      |      | 1,99    | PB        | 794    |
| 4      | Mihail Dudas           | SRB  | -    | -    | o    | -    | o    | o    | xxx  |      |      |      |      |      | 1,96    |           | 767    |
| 5      | Darius Draudvila       | LTU  | -    | -    | o    | o    | o    | xxo  | xxx  |      |      |      |      |      | 1,96    |           | 767    |
| 6      | Brent Newdick          | AUS  | -    | o    | xo   | o    | o    | xxo  | xxx  |      |      |      |      |      | 1,96    | SB        | 767    |
| 7      | Rifat Artikov          | UZB  | -    | -    | -    | o    | o    | xxx  |      |      |      |      |      |      | 1,93    |           | 740    |
| 8      | Eelco Sintnicolaas     | NED  | -    | o    | xo   | o    | o    | xxx  |      |      |      |      |      |      | 1,93    |           | 740    |
| 9      | Eduard Mikhan          | BLR  | -    | o    | o    | o    | xo   | xxx  |      |      |      |      |      |      | 1,93    |           | 740    |
| 10     | Jangy Eddy             | USA  | -    | o    | o    | o    | xxo  | xxx  |      |      |      |      |      |      | 1,93    |           | 740    |
| 10     | Luiz Alberto de Araujo | BRA  | -    | o    | -    | o    | xxo  | xxx  |      |      |      |      |      |      | 1,93    |           | 740    |
| 10     | Edgar Erins            | LAT  | o    | o    | o    | o    | xxo  | x-   | xx   |      |      |      |      |      | 1,93    |           | 740    |
| 13     | Jan Felix Knobel       | GER  | o    | o    | o    | o    | xxx  |      |      |      |      |      |      |      | 1,90    |           | 714    |
| 14     | Attila Szabo           | HUN  | o    | o    | o    | xo   | xxx  |      |      |      |      |      |      |      | 1,90    |           | 714    |
| 15     | Rico Freimuth          | GER  | o    | o    | o    | xxo  | xxx  |      |      |      |      |      |      |      | 1,90    |           | 714    |
| 99     | Danial Awde            | GBR  | DNS  | DNS  | DNS  | DNS  | DNS  | DNS  | DNS  | DNS  | DNS  | DNS  | DNS  | DNS  | DNS     | DNS       | DNS    |

## 400m

### Serie 1
| Plaats | Naam            | Land | Tijd  | Opmerking | Punten |
| ------ | --------------- | ---- | ----- | --------- | ------ |
| 1      | Addy Jangy      | USA  | 48,46 |           | 878    |
| 2      | Ilya Shukurenev | RUS  | 49,81 | PB        | 823    |
| 3      | Edgar Erins     | LAT  | 50,62 |           | 786    |
| 4      | Keisuke Ushiro  | JPN  | 50,78 |           | 779    |
| 5      | Attila Szabo    | HUN  | 50,83 |           | 777    |
| 6      | Rifat Artikov   | UZB  | 51,91 |           | 729    |
| 99     | Roman Šebrle    | CZE  | DNS   | DNS       | DNS    |

### Serie 2
| Plaats | Naam                   | Land | Tijd  | Opmerking | Punten |
| ------ | ---------------------- | ---- | ----- | --------- | ------ |
| 1      | Luiz Alberto de Araujo | BRA  | 48,25 | PB        | 897    |
| 2      | Willem Coertzen        | RSA  | 48,56 | PB        | 883    |
| 3      | Kévin Mayer            | FRA  | 48,76 |           | 873    |
| 4      | Dmitri Karpov          | KAZ  | 49,83 |           | 822    |
| 5      | Jan Felix Knobel       | GER  | 49,87 |           | 821    |
| 6      | Pascal Behrenbruch     | GER  | 50,04 |           | 813    |
| 7      | Darius Draudvila       | LTU  | 50,13 |           | 809    |
| 8      | Kurt Felix             | GRN  | 50,17 |           | 807    |

### Serie 3
| Plaats | Naam               | Land | Tijd  | Opmerking | Punten |
| ------ | ------------------ | ---- | ----- | --------- | ------ |
| 1      | Trey Hardee        | USA  | 48,11 | SB        | 904    |
| 2      | Eduard Mikhan      | BLR  | 48,42 | SB        | 889    |
| 3      | Yordani Garcia     | CUB  | 48,76 | SB        | 873    |
| 4      | Leonel Suárez      | CUB  | 49,04 | SB        | 859    |
| 5      | Hans Van Alphen    | BEL  | 49,18 | SB        | 853    |
| 6      | Ingmar Vos         | NED  | 40,62 |           | 832    |
| 7      | Brent Newdick      | AUS  | 50,22 |           | 804    |
| 8      | Gonzalo Barroilhet | CHI  | 51,07 |           | 766    |

### Serie 4
| Plaats | Naam               | Land | Tijd  | Opmerking | Punten |
| ------ | ------------------ | ---- | ----- | --------- | ------ |
| 1      | Ashton Eaton       | USA  | 46,90 |           | 963    |
| 2      | Rico Freimuth      | GER  | 48,06 |           | 906    |
| 3      | Damian Warner      | CAN  | 48,20 | PB        | 899    |
| 4      | Oleksiy Kasyanov   | UKR  | 48,44 |           | 888    |
| 5      | Eelco Sintnicolaas | NED  | 48,85 |           | 868    |
| 6      | Sergey Sviridov    | RUS  | 48,91 |           | 866    |
| 99     | Danial Awde        | GBR  | DNS   | DNS       | DNS    |
| 99     | Mahial Dudas       | SRB  | DNS   | DNS       | DNS    |

## 110m Horden

### Serie 1
| Plaats | Naam             | Land | Tijd           | Opmerking | Punten |
| ------ | ---------------- | ---- | -------------- | --------- | ------ |
| 1      | Rifat Artikov    | UZB  | 14,74          | SB        | 881    |
| 2      | Jan Felix Knobel | GER  | 15,03          |           | 846    |
| 3      | Edgar Erins      | LAT  | 15,22          |           | 823    |
| 4      | Sergey Sviridov  | RUS  | 15,42          |           | 799    |
| 5      | Keisuke Ushiro   | JPN  | 15,47          |           | 794    |
| 99     | Mahial Dudas     | SRB  | DNS            | DNS       | DNS    |
| 99     | Kurt Felix       | GRN  | DNS            | DNS       | DNS    |
|        |                  |      | Wind: -0.9 m/s |           |        |

### Serie 2
| Plaats | Naam            | Land | Tijd           | Opmerking | Punten |
| ------ | --------------- | ---- | -------------- | --------- | ------ |
| 1      | Willem Coertzen | RSA  | 14,15          | PB        | 955    |
| 2      | Yordani Garcia  | CUB  | 14,24          | SB        | 944    |
| 3      | Leonel Suárez   | CUB  | 14,45          |           | 917    |
| 4      | Ingmar Vos      | NED  | 14,61          |           | 897    |
| 5      | Hans Van Alphen | BEL  | 14,89          |           | 863    |
| 6      | Attila Szabo    | HUN  | 14,92          |           | 859    |
| 7      | Brent Newdick   | AUS  | 15,02          |           | 847    |
|        |                 |      | Wind: +1.0 m/s |           |        |

### Serie 3
| Plaats | Naam                   | Land | Tijd           | Opmerking | Punten |
| ------ | ---------------------- | ---- | -------------- | --------- | ------ |
| 1      | Oleksiy Kasyanov       | UKR  | 14,09          | PB        | 963    |
| 2      | Eduard Mikhan          | BLR  | 14,15          | PB        | 955    |
| 3      | Pascal Behrenbruch     | GER  | 14,33          |           | 932    |
| 4      | Ilya Shkurenev         | RUS  | 14,39          |           | 925    |
| 5      | Dmitri Karpov          | KAZ  | 14,40          |           | 924    |
| 6      | Luiz Alberto de Araujo | BRA  | 14,79          |           | 875    |
| 7      | Kévin Mayer            | FRA  | 15,59          |           | 780    |
|        |                        |      | Wind: -0.4 m/s |           |        |

### Serie 4
| Plaats | Naam               | Land | Tijd           | Opmerking | Punten |
| ------ | ------------------ | ---- | -------------- | --------- | ------ |
| 1      | Trey Hardee        | USA  | 13,54          | PB        | 1035   |
| 2      | Ashton Eaton       | USA  | 13,56          | SB        | 1032   |
| 3      | Rico Freimuth      | GER  | 13,89          |           | 989    |
| 4      | Gonzalo Barroilhet | CHI  | 14,12          |           | 959    |
| 5      | Eddy Jangy         | USA  | 14,23          |           | 945    |
| 6      | Damian Warner      | CAN  | 14,38          |           | 926    |
| 7      | Eelco Sintnicolaas | NED  | 14,43          |           | 920    |
| 8      | Darius Draudvila   | LTU  | 14,87          |           | 865    |
|        |                    |      | Wind: +0.1 m/s |           |        |

## Discuswerpen

### Groep A
| Plaats | Naam               | Land | #1    | #2    | #3    | Afstand | Opmerking | Punten |
| ------ | ------------------ | ---- | ----- | ----- | ----- | ------- | --------- | ------ |
| 1      | Hans Van Alphen    | BEL  | x     | 48,16 | 48,28 | 48,28   | PB        | 835    |
| 2      | Damian Warner      | CAN  | 42,09 | 45,77 | 45,90 | 45,90   | PB        | 785    |
| 3      | Leonel Suárez      | CUB  | x     | 25,82 | 45,75 | 45,75   | SB        | 782    |
| 4      | Addy Jangy         | USA  | x     | 45,61 | 45,00 | 45,61   |           | 779    |
| 5      | Willem Coertzen    | RSA  | 42,60 | 43,58 | x     | 43,58   | PB        | 738    |
| 6      | Rifat Artikov      | LAT  | x     | 43,53 | x     | 43,53   | SB        | 737    |
| 7      | Ilya Shkurenev     | RUS  | x     | 43,51 | 42,26 | 43,51   |           | 736    |
| 8      | Yordani Garcia     | CUB  | x     | 42,13 | 42,27 | 42,27   |           | 711    |
| 9      | Ingmar Vos         | NED  | 42,26 | x     | 41,46 | 42,26   |           | 711    |
| 10     | Gonzalo Barroilhet | CHI  | x     | x     | 41,27 | 41,27   |           | 690    |
| 11     | Kévin Mayer        | FRA  | 41,20 | 33,05 | x     | 41,20   |           | 689    |
| 12     | Eelco Sintnicolaas | NED  | 32,26 | 32,06 | x     | 32,26   |           | 509    |
| 99     | Mihail Dudas       | SRB  | DNS   | DNS   | DNS   | DNS     | DNS       | DNS    |
| 99     | Kurt Felix         | GRN  | DNS   | DNS   | DNS   | DNS     | DNS       | DNS    |

### Groep B
| Plaats | Naam                   | Land | #1    | #2    | #3    | Afstand | Opmerking | Punten |
| ------ | ---------------------- | ---- | ----- | ----- | ----- | ------- | --------- | ------ |
| 1      | Rico Freimuth          | GER  | 46,53 | 49,11 | -     | 49,11   | PB        | 852    |
| 2      | Trey Hardee            | USA  | 44,06 | 48,26 | 46,71 | 48,26   |           | 834    |
| 3      | Sergey Sviridov        | RUS  | x     | 47,43 | x     | 47,43   |           | 817    |
| 4      | Oleksiy Kasyanov       | UKR  | 46,72 | x     | x     | 46,72   |           | 802    |
| 5      | Keisuke Ushiro         | JPN  | 46,66 | x     | 44,98 | 46,66   |           | 801    |
| 6      | Darius Draudvila       | LTU  | 44,51 | x     | 46,43 | 46,43   |           | 796    |
| 7      | Brent Newdick          | NZL  | 46,15 | x     | x     | 46,15   |           | 791    |
| 8      | Jan Felix Knobel       | GER  | 43,30 | 44,77 | 46,10 | 46,10   |           | 790    |
| 9      | Attila Szabo           | HUN  | x     | 45,14 | x     | 45,14   |           | 770    |
| 10     | Edgars Erins           | LAT  | x     | 35,11 | 45,10 | 45,10   |           | 769    |
| 11     | Dmitri Karpov          | KAZ  | 43,76 | x     | 44,93 | 44,93   |           | 765    |
| 12     | Luiz Alberto de Araujo | BRA  | 43,99 | 44,76 | x     | 44,76   |           | 762    |
| 13     | Pascal Behrenbruch     | GER  | 43,85 | 44,71 | 44,52 | 44,71   |           | 761    |
| 14     | Eduard Mikhan          | BLR  | 44,24 | x     | 44,42 | 44,42   |           | 755    |
| 15     | Ashton Eaton           | USA  | 42,53 | 42,27 | x     | 42,53   |           | 716    |

## Polsstokhoogspringen

### Groep A
| Plaats | Naam                   | Land | 4,00 | 4,10 | 4,20 | 4,30 | 4,40 | 4,50 | 4,60 | 4,70 | 4,80 | 4,90 | 5,00 | 5,10 | 5,20 | 5,30 | 5,40 | 5,50 | Afstand | Opmerking | Punten |
| ------ | ---------------------- | ---- | ---- | ---- | ---- | ---- | ---- | ---- | ---- | ---- | ---- | ---- | ---- | ---- | ---- | ---- | ---- | ---- | ------- | --------- | ------ |
| 1      | Gonzalo Barroilhet     | CHI  | -    | -    | -    | -    | -    | -    | -    | -    | -    | xxo  | -    | o    | -    | xxo  | o    | xxx  | 5,40    |           | 1035   |
| 2      | Eelco Sintnicolaas     | NED  | -    | -    | -    | -    | -    | -    | -    | -    | -    | -    | -    | o    | -    | xo   | -    | xxx  | 5,30    |           | 1004   |
| 3      | Ashton Eaton           | USA  | -    | -    | -    | -    | -    | -    | o    | -    | o    | o    | o    | xo   | o    | r    |      |      | 5,20    |           | 972    |
| 4      | Dmitri Karpov          | KAZ  | -    | -    | -    | -    | -    | -    | o    | -    | xo   | xo   | o    | xo   | xxx  |      |      |      | 5,10    |           | 941    |
| 4      | Ilya Shkurenev         | RUS  | -    | -    | -    | -    | -    | xo   | o    | -    | o    | xo   | o    | xo   | xxx  |      |      |      | 5,10    |           | 941    |
| 6      | Rico Freimuth          | GER  | -    | -    | -    | -    | -    | o    | -    | o    | o    | o    | xxx  |      |      |      |      |      | 4,90    | PB        | 880    |
| 7      | Hans Van Alphen        | BEL  | -    | -    | -    | -    | xo   | xo   | xxo  | xo   | o    | xxx  |      |      |      |      |      |      | 4,80    |           | 849    |
| 8      | Trey Hardee            | USA  | -    | -    | -    | -    | -    | -    | -    | -    | xo   | -    | xxx  |      |      |      |      |      | 4,80    |           | 849    |
| 9      | Leonel Suárez          | CUB  | -    | -    | -    | -    | -    | o    | -    | o    | xxx  |      |      |      |      |      |      |      | 4,70    |           | 819    |
| 10     | Damian Warner          | CAN  | -    | -    | -    | -    | xo   | o    | xxo  | o    | xxx  |      |      |      |      |      |      |      | 4,70    |           | 819    |
| 11     | Kévin Mayer            | FRA  | -    | -    | -    | -    | -    | -    | -    | xo   | -    | xxx  |      |      |      |      |      |      | 4,70    |           | 819    |
| 12     | Brent Newdick          | NZL  | -    | -    | -    | -    | o    | -    | xo   | xo   | xxx  |      |      |      |      |      |      |      | 4,70    |           | 819    |
| 13     | Pascal Behrenbruch     | GER  | -    | -    | -    | -    | o    | -    | xxo  | xo   | xxx  |      |      |      |      |      |      |      | 4,70    |           | 819    |
| 14     | Luiz Alberto de Araujo | BRA  | -    | -    | -    | -    | -    | -    | xxo  | xxx  |      |      |      |      |      |      |      |      | 4,60    |           | 790    |
| 15     | Jan Felix Knobel       | GER  | -    | -    | -    | -    | xxo  | xr   |      |      |      |      |      |      |      |      |      |      | 4,40    |           | 731    |

### Groep B
| Plaats | Naam             | Land | 4,00 | 4,10 | 4,20 | 4,30 | 4,40 | 4,50 | 4,60 | 4,70 | 4,80 | 4,90 | 5,00 | 5,10 | 5,20 | 5,30 | 5,40 | 5,50 | Afstand | Opmerking | Punten |
| ------ | ---------------- | ---- | ---- | ---- | ---- | ---- | ---- | ---- | ---- | ---- | ---- | ---- | ---- | ---- | ---- | ---- | ---- | ---- | ------- | --------- | ------ |
| 1      | Keisuke Ushiro   | JPN  | -    | -    | -    | -    | -    | xo   | o    | xxo  | o    | xxo  | xxo  | xxx  |      |      |      |      | 4,90    | =PB       | 880    |
| 2      | Oleksiy Kasyanov | UKR  | -    | -    | -    | -    | xo   | -    | xo   | xxx  |      |      |      |      |      |      |      |      | 4,60    |           | 790    |
| 3      | Attila Szabo     | HUN  | o    | o    | o    | o    | xo   | xo   | xo   | xxx  |      |      |      |      |      |      |      |      | 4,60    | =PB       | 790    |
| 4      | Sergey Sviridov  | RUS  | -    | -    | xo   | xo   | xxo  | xxo  | xo   | xxx  |      |      |      |      |      |      |      |      | 4,60    | PB        | 790    |
| 5      | Yordani Garcia   | CUB  | -    | -    | -    | -    | -    | xo   | xxo  | xxx  |      |      |      |      |      |      |      |      | 4,60    |           | 790    |
| 6      | Ingmar Vos       | NED  | -    | -    | -    | -    | o    | o    | xxx  |      |      |      |      |      |      |      |      |      | 4,50    |           | 760    |
| 7      | Willem Coertzen  | RSA  | -    | -    | xo   | xo   | o    | xo   | xxx  |      |      |      |      |      |      |      |      |      | 4,50    |           | 760    |
| 8      | Edgars Erins     | LAT  | o    | -    | o    | o    | xxo  | xo   | xxx  |      |      |      |      |      |      |      |      |      | 4,50    | =PB       | 760    |
| 9      | Eduard Mikhan    | BLR  | -    | -    | -    | -    | 0    | xxx  |      |      |      |      |      |      |      |      |      |      | 4,40    |           | 731    |
| 10     | Rifat Artikov    | UZB  | -    | -    | -    | -    | xxo  | xxx  |      |      |      |      |      |      |      |      |      |      | 4,40    |           | 731    |
| 11     | Darius Draudvila | LTU  | xo   | -    | o    | xxx  |      |      |      |      |      |      |      |      |      |      |      |      | 4,20    |           | 673    |
| 12     | Eddy Jangy       | USA  | -    | -    | xo   | xxx  |      |      |      |      |      |      |      |      |      |      |      |      | 4,20    |           | 673    |

## Speerwerpen

### Groep A
| Plaats | Naam                   | Land | #1    | #2    | #3    | Afstand | Opmerking | Punten |
| ------ | ---------------------- | ---- | ----- | ----- | ----- | ------- | --------- | ------ |
| 1      | Leonel Suárez          | CUB  | 76,94 | 73,87 | 72,99 | 76,94   | OR        | 996    |
| 2      | Trey Hardee            | USA  | 62,66 | 66,65 | -     | 66,65   | SB        | 838    |
| 3      | Pascal Behrenbruch     | GER  | 64,47 | 62,97 | 64,80 | 64,80   |           | 810    |
| 4      | Willem Coertzen        | RSA  | 60,55 | 63,42 | 64,79 | 64,79   |           | 810    |
| 5      | Damian Warner          | CAN  | 57,19 | 60,41 | 62,77 | 62,77   | SB        | 780    |
| 6      | Kévin Mayer            | FRA  | 58,62 | 62,41 | 53,66 | 62,41   | PB        | 774    |
| 7      | Hans Van Alphen        | BEL  | 61,37 | 60,14 | 61,69 | 61,69   |           | 763    |
| 8      | Brent Newdick          | NZL  | 54,99 | 59,82 | x     | 59,82   | SB        | 735    |
| 9      | Rico Freimuth          | GER  | 54,75 | 57,37 | 56,44 | 57,37   |           | 698    |
| 10     | Rifat Artikov          | UZB  | 56,62 | x     | x     | 56,62   | SB        | 687    |
| 11     | Eduard Mikhan          | BLR  | 52,57 | 55,69 | 55,52 | 55,69   |           | 673    |
| 12     | Luiz Alberto de Araujo | BRA  | 49,47 | 49,19 | 51,59 | 51,59   |           | 612    |
| 13     | Addy Jangy             | USA  | 50,36 | x     | -     | 50,36   |           | 594    |
| 14     | Darius Draudvila       | LTU  | 47,36 | 50,16 | x     | 50,16   |           | 591    |

### Groep B
| Plaats | Naam               | Land | #1    | #2    | #3    | Afstand | Opmerking | Punten |
| ------ | ------------------ | ---- | ----- | ----- | ----- | ------- | --------- | ------ |
| 1      | Sergey Sviridov    | RUS  | 64,91 | 68,42 | 67,75 | 68,42   |           | 865    |
| 2      | Keisuke Ushiro     | JPN  | 46,19 | 58,50 | 66,38 | 66,38   | SB        | 834    |
| 3      | Ashton Eaton       | USA  | 55,33 | 61,29 | 61,96 | 61,96   | PB        | 767    |
| 4      | Ingmar Vos         | NED  | 59,21 | 61,60 | 60,75 | 61,60   |           | 762    |
| 5      | Yordani Garcia     | CUB  | 55,34 | 59,85 | 59,72 | 59,85   |           | 736    |
| 6      | Attila Szabo       | HUN  | 58,69 | 58,84 | -     | 58,84   |           | 720    |
| 7      | Eelco Sintnicolaas | NED  | 57,69 | 56,95 | 58,82 | 58,82   |           | 720    |
| 8      | Edgars Erins       | LAT  | 57,35 | 56,50 | x     | 57,35   |           | 698    |
| 9      | Gonzalo Barroilhet | CHI  | 49,09 | 44,00 | 57,25 | 57,25   | SB        | 697    |
| 10     | Oleksiy Kasyanov   | UKR  | 54,87 | x     |       | 54,87   | SB        | 661    |
| 11     | Ilya Shkurenev     | RUS  | 51,03 | 47,78 | 53,81 | 53,81   |           | 645    |
| 12     | Dmitri Karpov      | KAZ  | 47,64 | 47,83 | 49,93 | 49,93   |           | 588    |
| 99     | Jan Felix Knobel   | GER  | DNS   | DNS   | DNS   | DNS     | DNS       | DNS    |

## 1.500 m

### Serie 1
| Plaats | Naam                   | Land | Tijd    | Opmerking | Punten |
| ------ | ---------------------- | ---- | ------- | --------- | ------ |
| 1      | Kévin Mayer            | FRA  | 4.23,02 |           | 791    |
| 2      | Edgars Erins           | LAT  | 4.35,88 |           | 706    |
| 3      | Luiz Alberto de Araujo | BRA  | 4.38,04 |           | 693    |
| 4      | Eduard Mikhan          | BLR  | 4.38,06 |           | 693    |
| 5      | Brent Newdick          | NZL  | 4.38,20 | SB        | 692    |
| 6      | Yordani Garcia         | CUB  | 4.38,57 |           | 689    |
| 7      | Keisuke Ushiro         | JPN  | 4.39,33 |           | 685    |
| 8      | Ilya Shkurenev         | RUS  | 4.42,80 |           | 663    |
| 9      | Ingmar Vos             | NED  | 4.50,01 |           | 619    |
| 10     | Attila Szabo           | HUN  | 4.53,81 |           | 596    |
| 11     | Darius Draudvila       | LTU  | 5.03,14 |           | 542    |
| 12     | Addy Jangy             | USA  | 5.08,14 |           | 512    |
| 13     | Rifat Artikov          | UZB  | 5.09,52 |           | 506    |

### Serie 2
| Plaats | Naam               | Land | Tijd    | Opmerking | Punten |
| ------ | ------------------ | ---- | ------- | --------- | ------ |
| 1      | Hans Van Alphen    | BEL  | 4.22,50 |           | 795    |
| 2      | Willem Coertzen    | RSA  | 4.26,52 |           | 768    |
| 3      | Damian Warner      | CAN  | 4.29,85 | PB        | 746    |
| 4      | Leonel Suárez      | CUB  | 4.30,08 |           | 744    |
| 5      | Eelco Sintnicolaas | NED  | 4.31,17 |           | 737    |
| 6      | Ashton Eaton       | USA  | 4.33,59 |           | 721    |
| 7      | Oleksiy Kasyanov   | UKR  | 4.33,68 |           | 721    |
| 8      | Sergey Sviridov    | RUS  | 4.36,63 |           | 702    |
| 9      | Pascal Behrenbruch | GER  | 4.37,46 |           | 696    |
| 10     | Rico Freimuth      | GER  | 4.37,62 | SB        | 695    |
| 11     | Trey Hardee        | USA  | 4.40,94 | PB        | 674    |
| 12     | Gonzalo Barroilhet | CHI  | 4.48,23 |           | 629    |
| 13     | Dmitri Karpov      | KAZ  | 5.16,83 |           | 467    |